# Движение терпеливых во имя палестинской победы
Движение терпеливых во имя палестинской победы (араб. حركة الصابرين نصرا لفلسطين‎ Х̣аракат ас̣-С̣а̄бирӣн Нас̣ран ли-Филаст̣ӣн), также известная по акрониму «Хисн» (араб. حصن‎), — небольшая палестинская исламистская террористическая группировка, отколовшаяся от «Палестинского исламского джихада». Придерживается джафаритского мазхаба и занимается популяризацией шиитского ислама. Тесно связано с Хезболлой и иранским режимом, но несмотря на это в Секторе Газа является запрещённой с 7 июля 2015 года и действует нелегально. Финансируется из Ирана (около миллиона долларов США в месяц). Осудила казнь шиитского проповедника Нимра аль-Нимра властями Саудовской Аравии. 9 октября 2015 лидер группировки Хишам Салим, находившийся в Шуджайе у погранпункта Нахаль-Оз пережил на себя покушение со стороны салафитов и был доставлен с ножевым ранением в шею в больницу аль-Шифа в Газе, также пережил несколько попыток подорвать себя. Один из лидеров группировки, Ахмад Сариф ас-Сархи, был убит 19 октября 2015 агентами Шин-бет. Рекрутов группировка набирает в основном на территории Западного берега реки Иордан. Провела несколько террористических атак.